# Galeazzo dagli Orzi
Galeazzo dagli Orzi (Orzivecchi, 1492 – ...) è stato un poeta italiano, tra i primi autori a comporre opere in lingua lombarda vera e propria, discostandosi così dall'esperienza della koinè lombardo-veneta.

## Biografia
Nato ad Orzivecchi nel 1492 ma vissuto poi stabilmente a Brescia, fu segretario personale del nobile Mariotto Martinengo, anch'esso poeta dilettante tanto da rientrare, con la serie di ottave Il pianto del dio Pan per la rovina del Colle beato, nell'antologia di Rime di diversi eccellenti autori bresciani allestita da Girolamo Ruscelli e pubblicata nel 1554.
La fama del dagli Orzi è però legata essenzialmente a La massera da bé (La massaia previdente), una frottola di 1781 settenari a rima baciata composta in un dialetto a base bresciana con interferenze bergamasche, pubblicata a Brescia nel 1554 dagli eredi di Giacomo Turlino.
Il testo è strutturato in forma di lungo recitativo intervallato da battute di dialogo in cui la protagonista, la massèra Flor da Cobiàt (Fiore da Collebeato), presenta a una nobildonna le proprie capacità per essere assunta come massaia.
L'opera, a causa di un ambiguo colophon in cui veniva descritta come ritrovata in una villa del Martinengo a Collebeato, venne attribuita per anni proprio al nobile bresciano. Molto probabilmente fu il dagli Orzi stesso a scrivere il colophon, come stratagemma per aggirare le possibili reazioni delle autorità veneziane rispetto alla denuncia, serissima malgrado l’intonazione comica del testo, delle ingiustizie e delle angherie che angustiavano la vita dei contadini del Bresciano anche dopo l’annessione alla Serenissima, avvenuta nel 1516.